# Huperzia obscure-denticulata
Huperzia obscure-denticulata là một loài thực vật có mạch trong Họ Thạch tùng. Loài này được Ching mô tả khoa học đầu tiên năm 1981.